# 2020 (álbum de Richard Dawson)
2020  es un álbum de estudio del artista inglés Richard Dawson, publicado el 11 de octubre de 2019 por el sello Domino Recording Company. Al igual que su predecesor de 2017, Peasant, cada canción del álbum es desde la perspectiva de un narrador ficticio diferente. A través de estas perspectivas individuales, 2020 explora las amplias actitudes sociales y las ansiedades de los ciudadanos británicos modernos. El comunicado de prensa del álbum describe a Gran Bretaña como "un país insular en un estado de cambio; una sociedad al borde del colapso mental".

## Recepción
2020 recibió elogios de los críticos musicales. En Metacritic, que asigna una calificación normalizada de 100 a las reseñas de los principales críticos, el álbum recibió una puntuación promedio de 82 basada en quince reseñas, lo que indica "aclamación universal".

## Lista de canciones
| N.º | Título                    | Duración |  |
| 1.  | «Civil Servant»           | 6:40     |  |
| 2.  | «The Queen's Head»        | 5:17     |  |
| 3.  | «Two Halves»              | 5:11     |  |
| 4.  | «Jogging»                 | 6:38     |  |
| 5.  | «Heart Emoji»             | 4:34     |  |
| 6.  | «Black Triangle»          | 7:59     |  |
| 7.  | «Fulfilment Centre»       | 10:07    |  |
| 8.  | «Fresher's Ball»          | 5:02     |  |
| 9.  | «No-One»                  | 0:50     |  |
| 10. | «Dead Dog In An Alleyway» | 5:29     |  |